# Sucholaski
Sucholaski (niem. Sucholasken) – wieś w Polsce położona w województwie warmińsko-mazurskim, w powiecie giżyckim, w gminie Wydminy.
W latach 1975–1998 miejscowość administracyjnie należała do województwa suwalskiego.
W 1935 roku władze niemieckie zmieniły urzędowa nazwę wsi na Rauschenwalde.